# Lithobius costaricensis
Lithobius costaricensis är en mångfotingart som beskrevs av Henri W. Brölemann 1905. Lithobius costaricensis ingår i släktet Lithobius och familjen stenkrypare.
Artens utbredningsområde är Costa Rica. Inga underarter finns listade i Catalogue of Life.